# تخم کلاغ (فیلم)
تخم کلاغ (به تامیلی: Kaaka Muttai) فیلمی محصول سال ۲۰۱۵ و به کارگردانی ام. مانیکاندان است. در این فیلم بازیگرانی همچون ویگنش، رامش، آیشواریا راجش، بابو آنتونی و سیلامباراسان ایفای نقش کرده‌اند.